# Corseaux
Corseaux är en ort och  kommun i distriktet Riviera-Pays-d'Enhaut i kantonen Vaud, Schweiz. Kommunen har 2 336 invånare (2023).